# Targaryendraconia
Targaryendraconia és un clade extint de pterosaures ornitoquiromorfs que va viure entre el Cretaci inferior i el Cretaci superior on es troba actualment Europa, Amèrica del Nord, Amèrica del Sud i Austràlia.